# Champsocephalus
Champsocephalus is een geslacht van straalvinnige vissen uit de familie van krokodilijsvissen (Channichthyidae).

## Soorten
- Champsocephalus esox (Günther, 1861).
- Champsocephalus gunnari (Lönnberg, 1905).